# И вот пришёл Бумбо…
«И вот пришёл Бумбо…» — советский полнометражный цветной широкоформатный художественный фильм-сказка, поставленный на киностудии «Ленфильм» в 1984 году режиссёром Надеждой Кошеверовой по мотивам рассказа Александра Куприна «Слон» и его ранних рассказов.

## Сюжет
Действие фильма происходит в Петербурге на рубеже XIX и XX веков. Когда Александра, дочь известного доктора, заболела, даже самые опытные столичные врачи не смогли поставить диагноз и вылечить её. Но однажды её отец Илья Митрофанович случайно встретил своего давнего знакомого, бывшего студента-медика, а нынче служителя в цирке-шапито Костю.
Костя пришёл домой к девочке и рассказал ей про слона Бумбо — и она захотела, чтобы слон пришёл к ней в гости и попросила об этом папу. Костя предложил отцу девочки лечить её возрождением интереса к жизни. Директор цирка отказался привести слона в дом, опасаясь штрафа. Илья Митрофанович расстроен. Но Ахмет по просьбе Кости приводит слона к Александре.
Александра выздоровела. Директор цирка уволил Костю и Ахмета, так как его оштрафовала полиция за то, что слона водили по улицам без разрешения от властей. Костя и Ахмет с Бумбо уезжают на юг, в другой цирк. Илья Митрофанович и Александра успевают в последний момент на вокзал и прощаются с цирковыми артистами.

## В главных ролях
- Наташа Шинакова — Александра
- Олег Басилашвили — Илья Митрофанович, отец Александры
- Валерий Золотухин — Костя, бывший студент-медик, уборщик в цирке
- Татьяна Пельтцер — бонна, немка-учительница
- Светлана Немоляева — Ника, невеста отца Александры
- Зиновий Гердт — директор передвижного цирка-шапито
- Александр Панкратов-Чёрный — Ахмет, дрессировщик слона Бумбо

## В ролях
- Сергей Филиппов — шпрехшталмейстер
- Сергей Паршин — Рауль де Бражелон
- Георгий Штиль — Костоломов
- Светлана Карпинская — гувернантка Александры
- Ольга Волкова — свояченица

## Съёмочная группа
- Авторы сценария — Юлий Дунский, Валерий Фрид
По мотивам рассказов Александра Куприна
- Режиссёр-постановщик — Надежда Кошеверова
- Оператор-постановщик — Эдуард Розовский
- Художники-постановщики — Марина Азизян, Игорь Вускович
- Композитор — Моисей Вайнберг
- Звукооператоры — Бетти Лившиц, Семён Шумячер
- Дрессировщик слона — Анатолий Корнилов